# Печать для хлеба

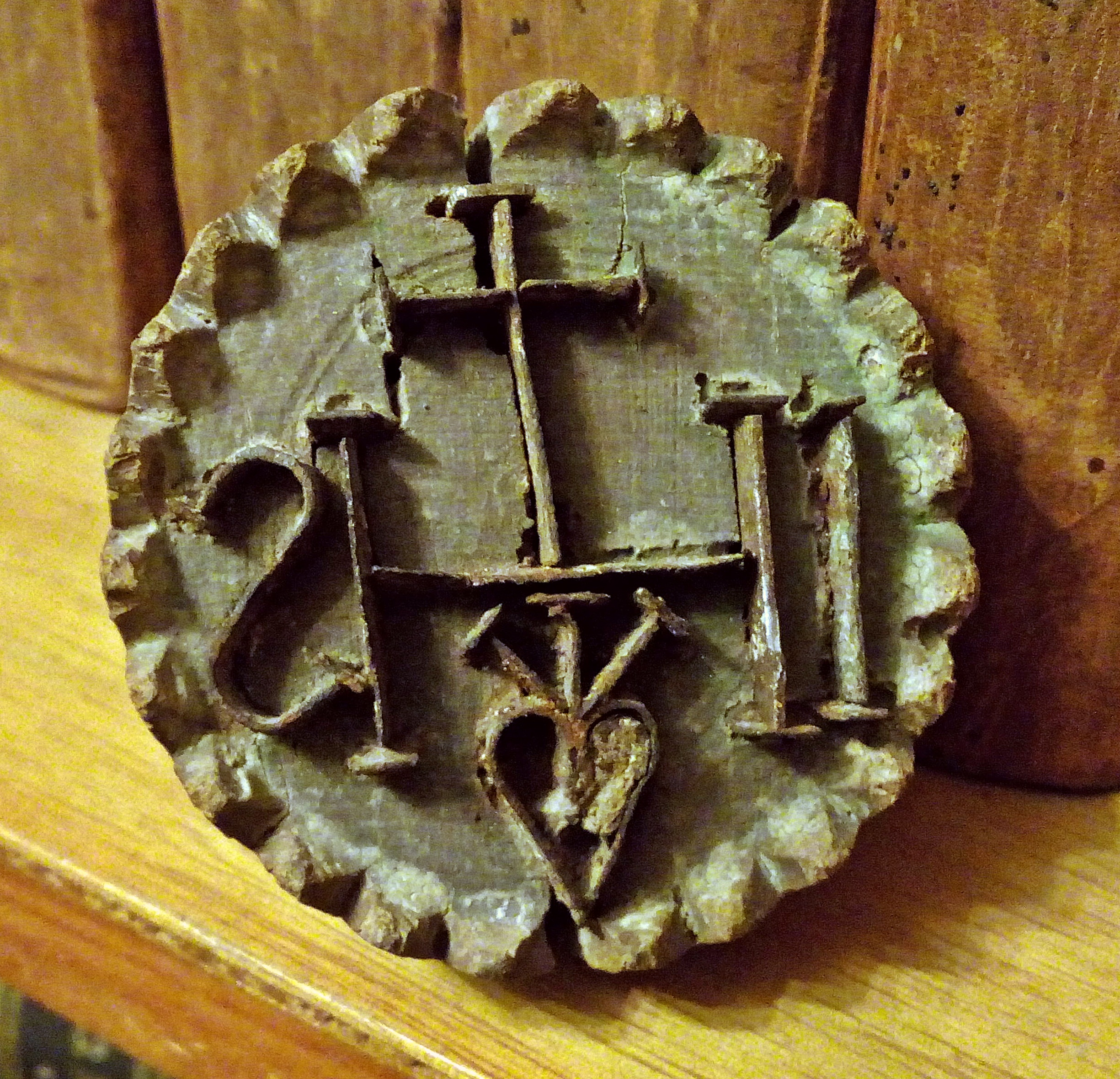
Немецкая печать для хлеба, 1780 год

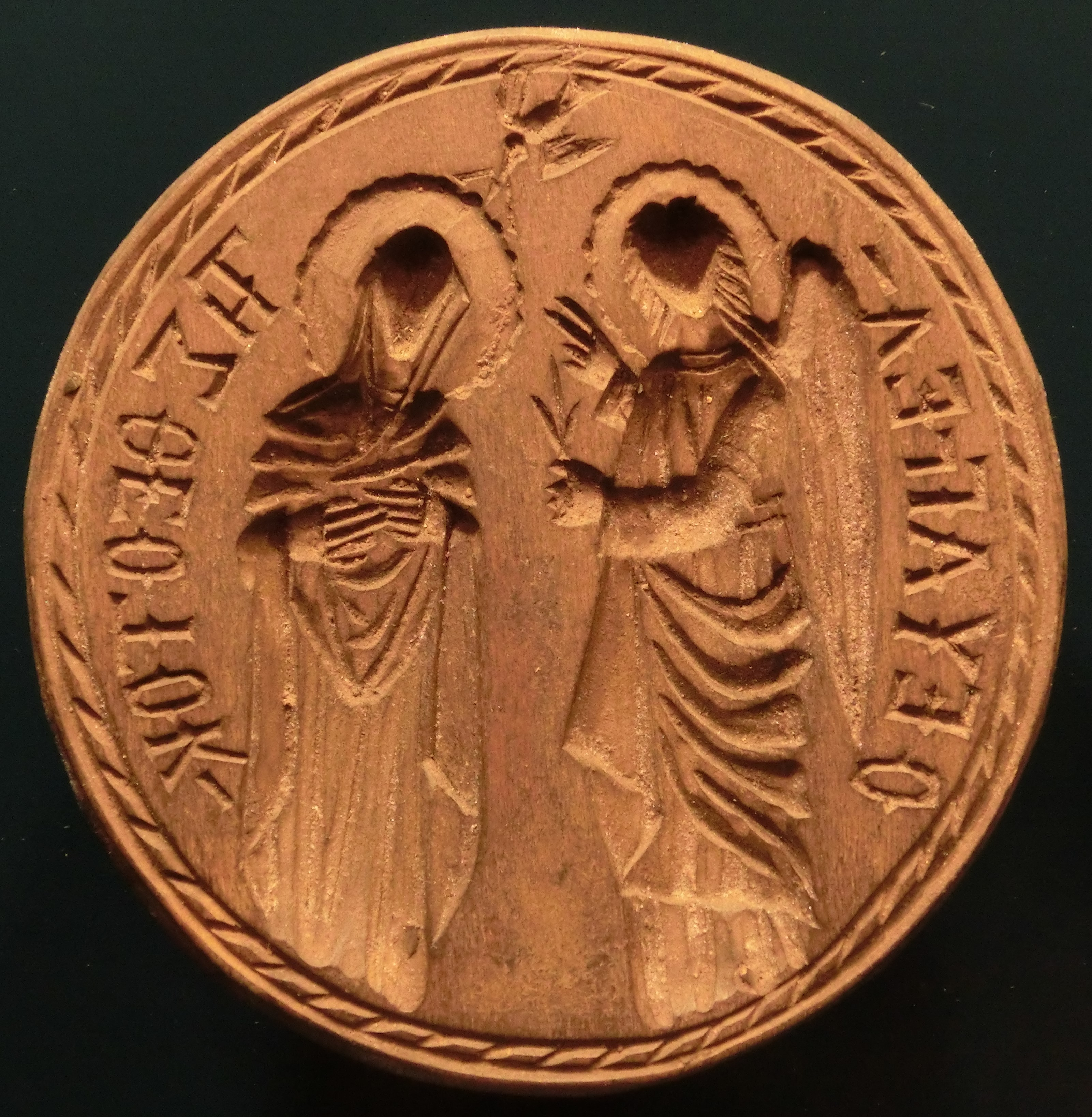
Печать для хлеба со сценой благовещения (дерево, Крит, около 1850)

Печать для хлеба используется для нанесения оттиска на хлеб перед выпечкой.

## История
Использование печати для хлеба, распространенное и в наши дни в некоторых регионах Европы, известно во многих исторических культурах. Например, при раскопках в Помпеях был обнаружен хлеб с печатью одной из городских пекарен. Также в прошлом печать использовали для идентификации владельца, так как хлеб выпекали в общих пекарнях.

## Описание
Штампы могут изготавливаться из дерева, пластик, металла, глины, могут иметь различный размер и форму.
Печати используются для таких целей:
- Знак освящения: например, христограмма IHS
- Обозначение владельца: инициалы булочника, логотип пекарни
- Обозначение веса: позволяет определить вес хлеба по печати
- Сорт хлеба: например, буква "K" для обозначения картофельного хлеба

## Галерея

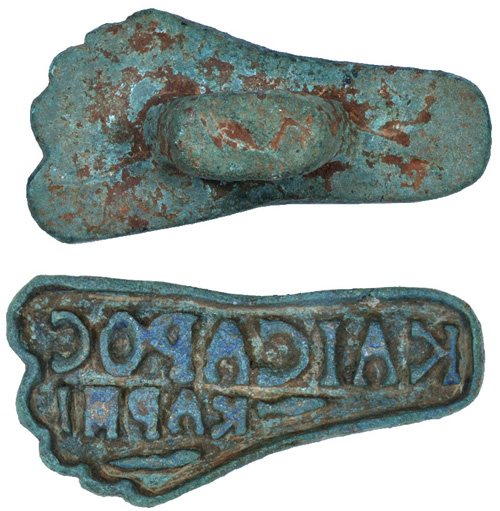
Византийская хлебная печать, IV-VI вв.
Хлебная печать 1920 года, Греция, Эпир. Музей европейских культур[нем.].
Обратная сторона той же печати.
Три хлебные печати для домашнего хлеба, Нортхайм, Ганновер. Музей европейских культур.
Круглая печать с буквой „K“.
Круглая печать с буквами „MB“.
Прямоугольная печать с курсивной буквой „A“.